# Kanton Pernes-les-Fontaines
Der Kanton Pernes-les-Fontaines ist seit 1936 ein französischer Wahlkreis im Département Vaucluse in der Region Provence-Alpes-Côte d’Azur. Er hat den Hauptort Pernes-les-Fontaines und wurde 2015 im Rahmen einer landesweiten Neugliederung der Kantone von 6 auf 21 Gemeinden erweitert.

## Gemeinden
Der Kanton besteht aus 21 Gemeinden mit insgesamt 35.236 Einwohnern (Stand: 1. Januar 2022) auf einer Gesamtfläche von 648,21 km²:
| Gemeinde                    | Einwohner 1. Januar 2022 | Fläche km² | Dichte Einw./km² | Code INSEE | Postleitzahl |
| --------------------------- | ------------------------ | ---------- | ---------------- | ---------- | ------------ |
| Aurel                       | 186                      | 28,90      | 6                | 84005      | 84390        |
| Bédoin                      | 3.077                    | 91,03      | 34               | 84017      | 84410        |
| Blauvac                     | 555                      | 20,80      | 27               | 84018      | 84570        |
| Crillon-le-Brave            | 489                      | 7,63       | 64               | 84041      | 84410        |
| Flassan                     | 455                      | 20,60      | 22               | 84046      | 84410        |
| La Roque-sur-Pernes         | 431                      | 11,03      | 39               | 84101      | 84210        |
| Le Beaucet                  | 381                      | 9,04       | 42               | 84011      | 84210        |
| Malemort-du-Comtat          | 1.952                    | 11,92      | 164              | 84070      | 84570        |
| Mazan                       | 6.272                    | 37,92      | 165              | 84072      | 84380        |
| Méthamis                    | 453                      | 36,81      | 12               | 84075      | 84570        |
| Modène                      | 461                      | 4,73       | 97               | 84077      | 84330        |
| Monieux                     | 268                      | 47,12      | 6                | 84079      | 84390        |
| Mormoiron                   | 1.882                    | 25,03      | 75               | 84082      | 84570        |
| Pernes-les-Fontaines        | 10.433                   | 51,12      | 204              | 84088      | 84210        |
| Saint-Christol              | 1.416                    | 46,08      | 31               | 84107      | 84390        |
| Saint-Didier                | 2.192                    | 3,62       | 606              | 84108      | 84210        |
| Saint-Pierre-de-Vassols     | 504                      | 4,93       | 102              | 84115      | 84330        |
| Saint-Trinit                | 120                      | 16,66      | 7                | 84120      | 84390        |
| Sault                       | 1.348                    | 111,15     | 12               | 84123      | 84390        |
| Venasque                    | 1.069                    | 35,01      | 31               | 84143      | 84210        |
| Villes-sur-Auzon            | 1.292                    | 27,08      | 48               | 84148      | 84570        |
| Kanton Pernes-les-Fontaines | 35.236                   | 648,21     | 54               | 8412       | –            |

Bis zur landesweiten Neugliederung der Kantone 2015 bestand der Kanton Pernes-les-Fontaines aus folgenden sechs Gemeinden: La Roque-sur-Pernes, Le Beaucet, Pernes-les-Fontaines, Saint-Didier, Velleron und Venasque. Sein Zuschnitt entsprach einer Fläche von 126,02 km2. Er besaß vor 2015 einen anderen INSEE-Code als heute, nämlich 8418.